# Karl Davydov
Karl Juljevitj Davydov (født russisk: Карл Юльевич Давыдов, tr. Karl Juljevitj Davydov den 15. marts 1838 i Kuldīga, Kurland guvernement, Det Russiske Kejserrige, død 26. februar 1889 i Moskva, Det Russiske Kejserrige) var en russisk cellist, der på sin tid havde stor berømmelse og er beskrevet af Pjotr Iljitj Tjajkovskij som "zar af cellister". Han var også komponist, primært for cello.